# Іздрик Юрій Романович
Ю́рій Рома́нович І́здрик (нар. 16 серпня 1962, місто Калуш, Івано-Франківська область, УРСР) — український прозаїк, поет, культуролог, автор концептуального журнального проєкту «Четвер», лауреат Національної премії України імені Тараса Шевченка (2025). 
Живе і працює у Калуші. Автор повісті «Острів КРК» (1994), поетичної збірки «Станіслав і 11 його визволителів» (1996), романів «Воццек» (1996, 1997), «Подвійний Леон» (2000) і «АМтм» (2004), збірки есеїв «Флешка» (2007), «Флешка-2GB» (2009), «Таке» (2009), «Underwor(l)d» (2011), «Іздрик. Ю» (2013), «Після прози» (2013), «AB OUT» (2014), «Календар любові» (2015), низки повістей, оповідань, статей з культурології та літературознавства. Іздрик — один із творців станіславського феномену.

## Біографія

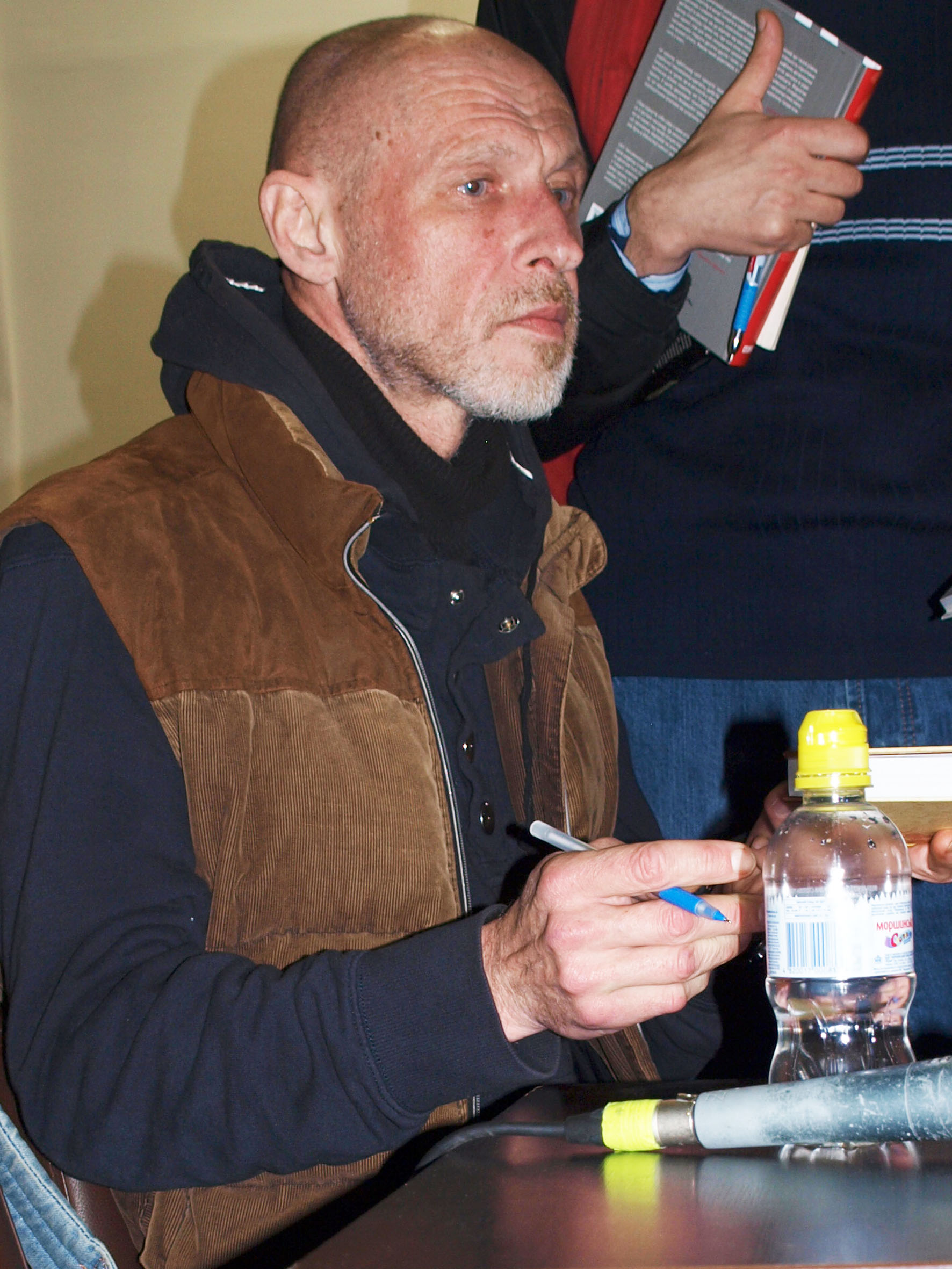
Юрко Іздрик на «Книжковому арсеналі». Київ, 2016

### Дитинство та юність
Народився в місті Калуші. Батько Роман Андрійович молоді роки провів у селищі Грем'ячинськ Пермської області, куди вони (шестеро дітей) були заслані з матір'ю, а його батько отець Андрій Іздрик перебував в ув'язненні у сталінських концтаборах.
Юрій Іздрик у школі вчився на  відмінно, любив математику, грав у шкільному ансамблі. Тоді ж почав цікавитися літературою: читав Всеволода Нестайка, Степана Руданського, Олександра Купріна, Велику радянську енциклопедію. У 14 років написав перші вірші, щоправда російською мовою. Особливу роль у літературній творчості митця відіграв чотиритомник Хемінгуея, котрий став «першим підручником справжньої української літературної мови» і дав зрозуміти, «що всі речі, всі емоції, всі переживання, все взагалі можна передати своєю рідною мовою». Ю. Іздрик також закінчив музичну школу по класу віолончелі та фортепіано, самотужки опанував гру на гітарі та мандоліні. По закінченні школи вступив на навчання у Львівський політехнічний інститут на механіко-технологічний факультет. У студентські роки вивчав історію мистецтва, відвідував публічні лекції з мистецтвознавства, грав у рок-гурті, брав участь у постановках самодіяльного студентського театру.

### 1980-90-ті
Закінчивши університет у 1984 р., Юрко Іздрик почав працювати інженером на Івано-Франківському заводі автоматизованих ливарних машин (1984—1986), згодом — у Калуському науково-дослідному інституті галургії (1986—1990).
Наприкінці 80-их років письменник активно включився у мистецьке життя: брав участь у численних офіційних та неофіційних мистецьких акціях, виставках, співпрацював з обласною комсомольською газетою.
У 1989 р. розпочалася історія легендарного журналу — «Четвер». Перші два номери були самвидавними. У 1990 р. на одному з мистецьких заходів (під час підготовки бієнале «Імпреза», що відбулося в Івано-Франківську) Іздрик познайомився з Юрієм Андруховичем, що стало визначальним у житті автора. Юрко запропонував Андруховичу разом випускати «Четвер», на що той одразу ж погодився. Кілька років митці працювали над журналом разом. Дружні стосунки Ю. Андрухович та Ю. Іздрик підтримують до сьогодні.

## Творчість
Перші твори письменника з'явилися друком у самвидавних випусках журналів «Четвер» та «Відрижка» (Польща). В останньому надруковані перші вірші. У «Четверзі» були опубліковані цикл оповідань «Остання війна» та поетичний цикл «Десять віршів про Батьківщину». Після появи перших творів дехто з критиків вважав, що «Іздрик — це фікція, псевдонім Андруховича». Це й не дивно, адже у деяких творах Іздрика, Андруховича, а також Прохаська перегукуються певні сюжети, герої та навіть фрази, що й об'єднує та вирізняє творців «станіславського феномену» своєю оригінальністю. З часом Юрко Іздрик проявив себе як неординарний митець, і ні про який плагіат вже не йшлося.
Після літературного дебюту митець ненадовго перериває письменницьку творчість. Окрім редакції «Четверга», Іздрик починає активно займатися малярством (1990—1994). Про це свідчить участь у численних художніх виставках: «Провінційний додаток № 2» (1991), «Пасаж-1» (1992), «s-об'єкт» (1993), бієнале «Імпреза» (1993), «Дні сучасного мистецтва у Львові» (1994), «Повернення в Калуш» (1994) та ін. Поміж цим займається художнім оформленням книжок (збірка Ю. Андруховича «Екзотичні птахи і рослини») і журналів. Проводить персональні виставки — «Kchenkitsch» (1990, Ів.-Франківськ), «Колекція» (1993, Ів.-Франківськ, Львів, Чернігів), «Іздрик: живопис, графіка, трансильванія». Власне, ті чотири роки новонавернений художник заробляє на життя своїми малюнками: роботи мали популярність, зараз їх зберігають у приватних колекціях та галереях України, Польщі, Німеччини, Австрії, Іспанії, США, Таїланду. Втім, Ю. Іздрик поступово повертається до письменницької діяльності. Деякий час захоплюється театром, пише інсценівки «Цвіркун на запічку» (за Діккенсом), «Над прірвою у житі» (за Селінджером), за якими Чернігівський обласний молодіжний театр на початку 90-х років створив вистави, а також на сцені цього ж театру Юрко Іздрик був співавтором, ініціатором та виконавцем у проєкті «Адаптація».
У 1994 році митець остаточно повертається до літературної творчості та діяльності. Автор «вийшов з підпілля», й у журналі «Сучасність» з'явилася перша «легітимна» публікація повісті «Острів КРК» (1994). Критики позитивно оцінили цей твір, і згодом він з'явився у польському перекладі на шпальтах журналу «Literatura na świecie» та окремою книгою у 1998 р. під назвою «Острів КРК та інші історії».
У перервах між написанням книг Іздрик співпрацює з газетою «День», і далі редагує «Четвер», займається музикою (проводить фортепіанний концерт № 1 («Імпреза-93»), фортепіанний концерт № 2 (персональна виставка в Івано-Франківському художньому музеї), створює музичні цикли на вірші Анни Кирпан та Юрія Андруховича.
Справжнім злетом у літературній творчості Юрка Іздрика став роман «Воццек» (1998), у якому автор по-справжньому розкрив своє обдарування.
У 2000 році світ побачив наступний роман «Подвійний Леон». Окрім роботи над виданнями, Іздрик і далі працював над редакцією «Четверга». У 2004 р. з'являється принципово новий роман у новелах «АМтм». У 2008 р. з'явився останній 30-ий номер журналу «Четвер», видавництво якого поки що призупинено. У 2009 р. видано збірку есеїв та шкіців «Флешка 2GB» та «ТАКЕ», за яку автор отримав нагороду «Книга року Бі-Бі-Сі 2009». У 2011 р. письменник представив книгу «Underwor(l)d» («Підземелля») — поезії, есеї та колажі. 2013 у Львові друком вийшла поетична збірка «Іздрик. Ю», тексти якої були опубліковані раніше у блозі автора «Мертвий щоденник».
Тривале метання поміж музикою, візуальним мистецтвом і літературою на сьогоднішній день вирішується на користь першого, хоча Іздрик і далі пише вірші та працює над виданням вуличного журналу «Просто неба». У 2010 році Іздрик започаткував спільний музичний проєкт із поетом та музикантом Григорієм Семенчуком «DrumТИатр».
У 2014 році під час перебування на Міжнародній стипендії для поетів і перекладачів поезії Meridian Czernowitz у Чернівцях разом із журналісткою і культурним критиком Євгенією Нестерович та фотографом Олександром Населенком розпочали роботу над медіапроєктом Summa [Архівовано 21 квітня 2016 у Wayback Machine.]. Медіаскладова цього проєкту передбачає постійне спілкування авторів з аудиторією. Активні учасники мають всі шанси на співавторство. Кінцевим продуктом «Summa» мала би бути однойменна книжка. Сторінка проєкту у Facebook
У 2017 році книгу «Папіроси» випустили білоруською мовою у вигляді музичного альбому. Він являє собою запис живої імпровізації тріо з Мінська Buben Naruszewicz Baisan з виступу в Музеї Азгура. Перекладена версія збірки отримала назву «Пятка беларуская». За переклад віршів Іздрика взявся білоруський поет Алесь Плотка.

## Станіславський феномен
Письменник добре знаний як і представник «станіславського феномену». Станіславський феномен — своєрідне мистецьке угрупування літераторів Івано-Франківської області,  творці якого найповніше втілили український варіант постмодернізму у своїй творчості. За нетривіальним визначенням самого Іздрика, для «франківського феномена» притаманне прагнення ввібрати в себе всю культуру останніх ста років, двері до якої, ще недавно зачинені (хоч і не щільно), раптом широко відчинилися.

## Цікаві факти
З'явившись на літературній сцені, роман «Воццек» справив фурор — викликав захоплення читачів та схвальну критику літераторів. Читачі настільки захопились «книгою про сни у снах» (В.Габор), що перший тираж книги, виданий в Івано-Франківську, був розпроданий за тиждень.
У червні 2013 по дорозі до Львова на концерт-презентацію книги Іздрик потрапив в аварію. Переживши неабиякий стрес, Юрко зміг потрапити на презентацію й видав зі сцени такий шквал емоцій, що, якби не рана на голові поета, ніхто б і не подумав, що цього ж дня він побував у епіцентрі серйозної аварії.
У 2008 році проводив спільні читання-тандем із російським пропагандистом Захаром Прилєпіним.

### Збільшення популярності після пісні «Вимолив»
7 березня 2025 року Jerry Heil (Яна Шемаєва) у дуеті з Monatik випустила пісню «Вимолив» — музично‑поетичний твір на основі вірша Юрія Іздрика Rattle. У треку звучить піаніст‑віртуоз Євген Хмара, а кліп режисував Ілля Дуцик 
Пісня стала офіційним саундтреком романтичної комедії «Відпустка наосліп», що вийшла 13 березня, і швидко набула популярності в соціальних мережах. У TikTok почали активно використовувати аудіо, а відео на YouTube зібрало майже мільйон переглядів 

## Твори

### Проза
- «Острів КРК» (1993)
- «Воццек & воццекургія» (1997)
- «Подвійний Леон» (2000)
- «Інший формат: Юрко Іздрик» (Івано-Франківськ: Лілея-НВ, 2003)
- «AM™» (Львів: Кальварія, 2004)
- «3:1» — це «Острів Крк», «Воццек» і «Подвійний Леон» (Харків: «Клуб Сімейного Дозвілля», 2009)
- «ТАКЕ» (Харків: «Клуб Сімейного Дозвілля», 2009).
- «Флешка-2GB» («Грані-Т», 2009).
- «Флешка. Дефрагментація» («Таке», 2009)
- «Номінація. Уся Проза Іздрика [Архівовано 28 квітня 2016 у Wayback Machine.]» (Львів: «Видавництво Старого Лева», 2016)
- «Summa» (з Євгенією Нестерович; Чернівці: Meridian Czernowitz, 2016)

### Вірші
- «Ю [Архівовано 31 березня 2016 у Wayback Machine.]» (Львів: «Видавництво Старого Лева», 2013)
- «Після прози» (Чернівці: Meridian Czernowitz, 2013)
- «AB OUT [Архівовано 22 грудня 2015 у Wayback Machine.]» (Львів: «Видавництво Старого Лева», 2014)
- «Календар Любові [Архівовано 8 квітня 2016 у Wayback Machine.]» (Львів: «Видавництво Старого Лева», 2015)
- «Папіроси [Архівовано 13 травня 2017 у Wayback Machine.]» (Чернівці: Meridian Czernowitz, 2017)
- «Ліниві і ніжні  [Архівовано 25 квітня 2022 у Wayback Machine.]» (K.: А-ба-ба-га-ла-ма-га, 2018)
- «Молитва»
- «Меланхолії» (Львів: «Видавництво Старого Лева», 2019)
- «Інші речі» (Львів: «Видавництво Старого Лева», 2021)
- «Третій рай» (Львів: «Видавництво Старого Лева», 2023)
- «Колекція» (Чернівці: Meridian Czernowitz, 2023)

### Есеїстика
- «Флешка» (2007)
- «Флешка» — 2gb (К.:Грані-Т, 2009)

### Переклади
- Чеслав Мілош «Родинна Європа», разом із Лідією Стефановською (Літопис, 2007)

### Редагування
- Анджей Стасюк «Дорогою на Бабадаг» (Критика, 2006)

## Громадська позиція
У червні 2018 записав відеозвернення на підтримку ув'язненого у Росії українського режисера Олега Сенцова

## Інтерв'ю
- Юрій Іздрик: від "Четверга" до "щодня". Зеркало недели | Дзеркало тижня | Mirror Weekly. Процитовано 27 січня 2023.
- Юрій Іздрик: «Правди не існує. Але чесним бути можливо». Craft | Magazine (ua-UA) . Процитовано 27 січня 2023.Юрко Іздрик: повернення «хрещеного батька» // «Дзеркало тижня», 17 січня 2005
- Іздрик: я писав з насолодою, близькою до фізичної [Архівовано 16 листопада 2009 у Wayback Machine.] // BBCUkrainian.com, 30 грудня 2005
- Юрко Іздрик не любить солодке та пригадує, як «вср…ся» [Архівовано 25 жовтня 2008 у Wayback Machine.] // Українська правда — Життя", 22 жовтня 2008
- Поетичні identity Юрка Іздрика[недоступне посилання з червня 2019] (Цитати з читань Іздрика в Могилянці 7 квітня 2011)
- «У політиці треба навчитися брехати» // Експрес, 22 серпня 2012.
- Just Іздрик. Розмовляла Євгенія Нестерович // Zbruch, 03.02.2014 [Архівовано 22 грудня 2015 у Wayback Machine.]
- Юрій Іздрик: «Нереально щодня писати шедевр» [Архівовано 3 лютого 2015 у Wayback Machine.] // «Літакцент», 10 липня 2014)
- Юрій Іздрик в авторській програмі Мар'яни Савки «Мар'яничі на ніч» [Архівовано 24 квітня 2021 у Wayback Machine.] // YouTube-каналу Тріо «Мар'яничі», 5 березня 2021)
- Ковбасюк, Вероніка (27 листопада 2017). Юрій Іздрик: «Однаково весь світ лише в наших головах. Ніде поза нашою свідомістю його не існує». The Ukrainians (укр.).
- Басалига, Маріана (5 липня 2020). Четверте життя Іздрика. Суспільне | Новини (укр.).